# 3 Brygada Pancerna (Bundeswehra)
3 Brygada Pancerna „Weser-Leine” (niem. Panzerbrigade 3) – pancerny związek taktyczny Bundeswehry.
W okresie zimnej wojny Brygada wchodziła w skład 1 Dywizji Pancernej i przewidziana była do działań w pasie Północnej Grupy Armii.

## Struktura organizacyjna
| Organizacja PzBrig 3 w 1989 | Organizacja PzBrig 3 w 1989        | Organizacja PzBrig 3 w 1989       |
| Godło                       | Pododdział                         | Miejsce stacjonowania             |
| --------------------------- | ---------------------------------- | --------------------------------- |
|                             | dowództwo brygady                  | Nienburg-Langendamm               |
|                             | 31 batalion pancerny               | Nienburg-Langendamm               |
|                             | 32 batalion grenadierów pancernych | Nienburg-Langendamm               |
|                             | 33 batalion pancerny               | Neustadt am Rübenberge-Luttmersen |
|                             | 34 batalion pancerny               | Nienburg-Langendamm               |
|                             | 35 batalion artylerii              | Neustadt am Rübenberge-Luttmersen |